# Wielkie wesele
Wielkie wesele (ang. The Big Wedding) – amerykański film komediowy z 2013 roku oparty na scenariuszu i reżyserii Justina Zackhama. Wyprodukowany przez Lionsgate.
Premiera filmu miała miejsce 25 kwietnia 2013 roku w Stanach Zjednoczonych oraz 12 lipca w Polsce.

## Opis fabuły
Ellie (Diane Keaton) i Don (Robert De Niro) rozwiedli się przed laty. Spotykają się na ślubie adoptowanego syna, Alejandra (Ben Barnes), na którym ma gościć też jego biologiczna matka. Dla dobra chłopaka, nieznoszący się Ellie i Don udają kochające się małżeństwo.

## Obsada
Źródło: Filmweb
- Robert De Niro jako Don Griffin
- Katherine Heigl jako Lyla Griffin
- Diane Keaton jako Ellie Griffin
- Amanda Seyfried jako Missy O'Connor
- Topher Grace jako Jared Griffin
- Susan Sarandon jako Bebe McBride
- Robin Williams jako ojciec Moinighan
- Ben Barnes jako Alejandro Griffin
- Christine Ebersole jako Muffin O'Connor
- David Rasche jako Barry O'Connor
- Patricia Rae jako Madonna Soto
- Ana Ayora jako Nuria Soto

i inni.